# Jean Todt
Jean Todt, född 26 februari 1946 i Pierrefort i Frankrike, är framgångsrik före detta stallchef i formel 1-stallet Scuderia Ferrari. I januari 2008 ersattes han av Stefano Domenicali som Scuderia Ferraris stallchef, och blev i stället VD för Ferrari. Han är far till Felipe Massas manager, Nicolas Todt.
Todt var tidigare framgångsrik co-driver och kartläsare i rally, bland annat tillsammans med svensken Ove Andersson. 1973 slutade de tvåa i Monte Carlo-rallyt i en Renault Alpine.
Den 23 oktober 2009 blev Todt vald till FIA:s president, då Max Mosley avgick från posten. Han vann med 135 röster mot Ari Vatanens 49.
Jean Todt tog examen från EDC Paris Business School.